# Paradromulia amnicosta
Paradromulia amnicosta är en fjärilsart som beskrevs av Louis Beethoven Prout. Paradromulia amnicosta ingår i släktet Paradromulia och familjen mätare. Inga underarter finns listade i Catalogue of Life.